# Przekaźnik pomocniczy
Przekaźnik pomocniczy (ang. all-or-nothing relay) – przekaźnik, który zmienia stan pod wpływem pojawienia się lub zaniku wielkości zasilającej. Jego zadaniem jest zmniejszenie obciążenia styków przekaźników pomiarowych oraz umożliwienie sterowania jednym przekaźnikiem różnych obwodów układów zabezpieczeniowych. 
Przekaźniki pomocnicze dzieli się w zależności od przeznaczenia na:
- przekaźniki pośredniczące,
- przekaźniki sygnałowe,
- przekaźniki czasowe.